# Corporació Nacional de Desenvolupament Indígena
La Corporació Nacional de Desenvolupament Indígena (CONADI) és un servei públic xilè que té com a objectius la promoció, coordinació i execució de l'acció estatal dels plans de desenvolupament de les persones pertanyents als pobles indígenes de Xile.
Depèn administrativament del Ministeri del Desenvolupament Social i té dues subdireccions nacionals: a Temuco per a les regions del Bío-Bío, l'Araucania, Los Lagos i Los Ríos, i a Iquique per a les regions d'Arica i Parinacota, Tarapacá i Antofagasta.

## Antecedents
La política de desenvolupament indígena a Xile té els seus orígens en la Direcció d'Afers Indígenes (DASIN, 1953-1972), creada per Carlos Ibáñez del Campo per influx de l'organització maputxe Corporació Araucana, i en l'Institut de Desenvolupament Indígena (IDI, 1972-1978), conformat durant el govern de Salvador Allende.
Durant la dictadura militar d'Agusto Pinochet va desaparèixer la institucionalitat indígena i es va iniciar un massiu procés de subdivisió de terres, en el marc del DL N°2.568 de 1979, que van ser usurpades per empreses forestals basant-se en la discriminació i exclusió de la població indígena. Com a reacció a aquest procés es va produir la reorganització dels moviments indígenes d'oposició que majoritàriament, el 1989, es van adherir a l'anomenat Acord de Nueva Imperial, en què Patricio Aylwin, el llavors candidat de la Concertació de Partits per la Democràcia, es va comprometre a crear un nou ens de desenvolupament indígena.
El 27 de juliol de 1990, per Decret Suprem núm. 30, es va crear la Comissió Especial de Pobles Indígenes (CEPI 1990-1995). Aquesta comissió va proposar tres iniciatives legals: un projecte de llei que va fundar CONADI, la reforma constitucional relativa als pobles indígenes i la ratificació del Conveni 169 de l'OIT. D'aquestes tres, només la creació de la CONADI va ser aprovada pel Congrés Nacional, i fins a l'any 2009 no va ser ratificat el Conveni 169 de l'OIT.
Formalment la CONADI es va fundar el 1993 com a part de la política indígena establerta per la llei N° 19.253, essent el seu primer director nacional José Bengoa Cabello. El 1997 la CONADI va enfrontar una greu crisi com a resultat de la seva intervenció per part del govern d'Eduardo Frei Ruiz-Tagle. Aquest fet va fer que diverses organitzacions, que fins aquell moment havien donat suport a la institucionalitat vigent, se'n deslliguessin i optessin per radicalitzar les seves accions.